# Jozo
Jordi Teze (Rotterdam, 10 september 1995), artiestennaam Jozo, is een Nederlands rapper.
Hij kreeg in 2015 bekendheid dankzij een sessie bij 101Barz, een platform van BNN. Daarna tekende hij bij het label Rotjoch United. Met zijn debuutsingle 'Erin eruit' behaalde hij binnen een jaar meer dan een miljoen streams.
In 2017 bracht hij zijn eerste album 'Fast' uit en werkte samen met Bizzey aan de hits 'Doe je dans' en het enorme succes 'Traag', dat het meest gestreamde Nederlandstalige nummer op Spotify en YouTube ooit werd. Datzelfde jaar verscheen ook zijn album Voorhees. 

## Privé
Jordi is de broer van PSV-voetballer Jordan Teze.